# Speedway-Einzel-Weltmeisterschaft
Die Speedway-Weltmeisterschaften, auch Speedway Grand Prix, werden im Einzel seit 1936 von der Fédération Internationale de Motocyclisme (FIM) ausgetragen. Einziger deutscher Weltmeister war bisher Egon Müller im Jahr 1983. Seit 1995 wird der Weltmeister in einem Grand-Prix-Zyklus ermittelt.

## Modus

### Bis 1995
Bis 1995 der neue Grand-Prix-Modus eingeführt wurde, mussten sich die Fahrer über ein mehrrundiges Qualifikationssystem für das Weltmeisterschaftsfinal qualifizieren. Dabei werden pro Qualifikationsrunde mehrere Läufe, sogenannte Heats, à 4 Fahrern durchgeführt. Der Sieger eines Heats erhielt 3 Laufpunkte, der Zweite 2 Punkte, der Dritte 1 Punkt und der letzte eines Heats keinen Punkt. Die Laufpunkte wurden addiert und die jeweils Punktbesten zogen in die nächste Qualifikationsrunde bzw. das Finale ein. Dabei war es von Runde zu Runde und von Jahr zu Jahr unterschiedlich, wie viele Fahrer letztendlich in die nächste Runde einzogen.
1955 wurde das Qualifikationssystem so überarbeitet, dass es von nun „regionale“ Qualifikationen gab. Das heißt, es wurden eigene Qualifikationsrunden für z. B. die Zonen Skandinavien, Mitteleuropa, Osteuropa, Großbritannien, Australien und die USA durchgeführt, von denen die jeweils Besten in Semi-Finals oder direkt in das Finale einzogen.

### Ab 1995

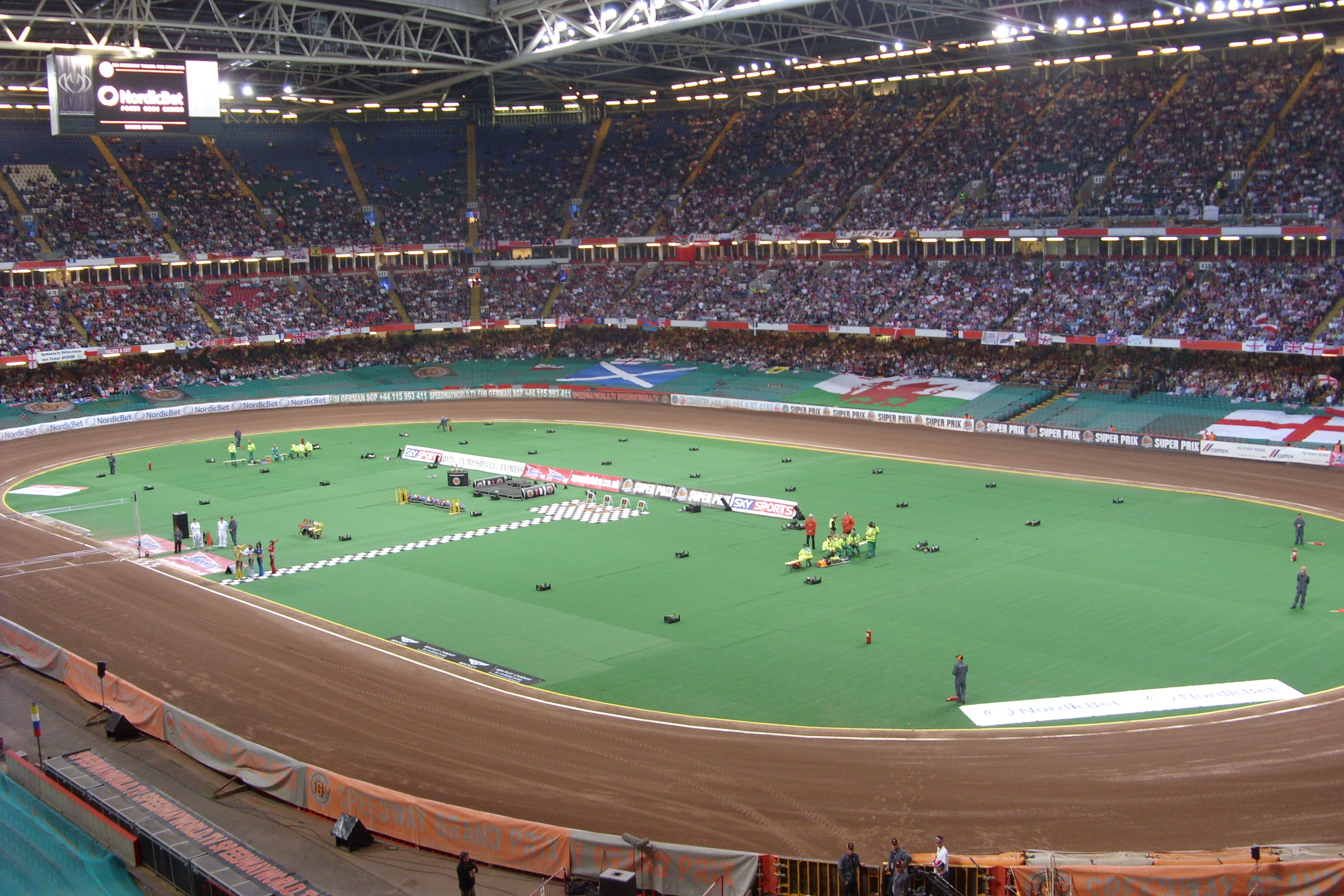
Speedway-Grand-Prix in Cardiff

Zur Saison 1995 wurde der Modus komplett überarbeitet. Das bisherige System wurde abgeschafft und das Grand-Prix-System, das den Systemen der Formel 1 oder der Motorrad-Weltmeisterschaft ähnelt, wurde eingeführt. Dabei werden in verschiedenen Städten Veranstaltungen, sogenannte Grand Prix, durchgeführt. 1995 waren 6 Grands Prix im Veranstaltungskalender, während 2009 schon 11 Grands Prix ausgetragen werden.
Nachdem jeder Fahrer fünf Heats absolviert hat, tragen die besten acht Fahrer das Halbfinale aus, von dem jeweils die besten zwei ins Finale einziehen und den Sieger des Grand Prix ermitteln. Für einen Grand Prix gab es anfangs folgende Grand-Prix-Punkteverteilung:
- 25 für den Sieger, 20, 18, 16, 14, 13, 12, 11, 9, 8, 7, 6, 4, 3, 2 und 1 für den 16.

2005 wurde das System dann weiter modifiziert. Nun wurden nicht für den erreichten Platz Grand-Prix-Punkte vergeben, sondern die Laufpunkte (3 für den ersten eines Heats, 2, 1, 0) gelten von nun als Grand-Prix-Punkte. Dabei werden die Punkte, die im Finale eines Grand Prix erzielt werden verdoppelt, sodass es theoretisch möglich ist, dass der Grand-Prix-Sieger im Endeffekt weniger Punkte für das Gesamtklassement bekommt, als z. B. der Zweitplatzierte.
An einem Grand Prix starten 16 Fahrer. 15 Fahrer sind für die gesamte Saison als permanente Fahrer gesetzt und nehmen an jedem Grand Prix teil. Hinzu kommt pro Grand Prix ein Wild-Card-Fahrer, der meist aus dem Austragungsland stammt und vom Veranstalter die Wild-Card erhält. Acht der 15 permanenten Fahrer werden aus dem Endklassement der Vorsaison bestimmt. Die ersten acht erhalten den festen Startplatz für die kommende Saison. Drei weitere werden über ein Qualifikationssystem bestimmt. Dabei werden vier Viertelfinale ausgetragen, dessen jeweils besten acht Fahrer in den beiden Halbfinalen einziehen. Aus den Halbfinals ziehen wieder die besten acht in die abschließende Grand-Prix-Challenge ein, in der es letztendlich um permanente Startplätze für die Grand-Prix-Saison geht. Die bestes drei der Challenge erhalten diese permanenten Plätze. Weitere vier Fahrer für die permanenten Startplätze werden von den Grand-Prix-Veranstaltern und der FIM bestimmt.

## Grand-Prix-Serien seit 2007

### Grand Prix 2007
|    | Datum         | Grand Prix            | Stadion                      | Stadt         | Sieger          |
| -- | ------------- | --------------------- | ---------------------------- | ------------- | --------------- |
| 1  | 28. April     | GP von Italien        | Stadio Speedway Santa Marina | Lonigo        | Nicki Pedersen  |
| 2  | 12. Mai       | GP von Europa         | Olympiastadion               | Breslau       | Nicki Pedersen  |
| 3  | 26. Mai       | GP von Schweden       | Smedstadion                  | Eskilstuna    | Leigh Adams     |
| 4  | 9. Juni       | GP von Dänemark       | Parken                       | Kopenhagen    | Andreas Jonsson |
| 5  | 30. Juni      | GP von Großbritannien | Millennium Stadium           | Cardiff       | Chris Harris    |
| 6  | 28. Juli      | GP von Tschechien     | Marketa-Stadion              | Prag          | Nicki Pedersen  |
| 7  | 11. August    | GP von Skandinavien   | G&B Arena                    | Målilla       | Leigh Adams     |
| 8  | 25. August    | GP von Lettland       | Spidveja Centrs              | Daugavpils    | Leigh Adams     |
| 9  | 8. September  | GP von Polen          | Polonia-Stadion              | Bydgoszcz     | Tomasz Gollob   |
| 10 | 22. September | GP von Slowenien      | Matije-Gubca-Stadion         | Krško         | Nicki Pedersen  |
| 11 | 13. Oktober   | GP von Deutschland    | Veltins-Arena                | Gelsenkirchen | Andreas Jonsson |

### Grand Prix 2008
|    | Datum         | Grand Prix            | Stadion                      | Stadt      | Sieger           |
| -- | ------------- | --------------------- | ---------------------------- | ---------- | ---------------- |
| 1  | 26. April     | GP von Slowenien      | Matije-Gubca-Stadion         | Krško      | Tomasz Gollob    |
| 2  | 10. Mai       | GP von Europa         | Alfred-Smoczyk-Stadion       | Leszno     | Leigh Adams      |
| 3  | 24. Mai       | GP von Schweden       | Ullevi-Stadion               | Göteborg   | Rune Holta       |
| 4  | 14. Juni      | GP von Dänemark       | Parken                       | Kopenhagen | Tomasz Gollob    |
| 5  | 28. Juni      | GP von Großbritannien | Millennium Stadium           | Cardiff    | Jason Crump      |
| 6  | 2. August     | GP von Tschechien     | Marketa-Stadion              | Prag       | Nicki Pedersen   |
| 7  | 16. August    | GP von Skandinavien   | G&B Arena                    | Målilla    | Leigh Adams      |
| 8  | 30. August    | GP von Lettland       | Spidveja Centrs              | Daugavpils | Jason Crump      |
| 9  | 13. September | GP von Polen          | Polonia-Stadion              | Bydgoszcz  | Greg Hancock     |
| 10 | 27. September | GP von Italien        | Stadio Speedway Santa Marina | Lonigo     | Hans N. Andersen |
| 11 | 18. Oktober   | FIM Final             | Polonia-Stadion              | Bydgoszcz  | Tomasz Gollob    |

### Grand Prix 2009
|    | Datum         | Grand Prix            | Stadion                | Stadt      | Sieger           |
| -- | ------------- | --------------------- | ---------------------- | ---------- | ---------------- |
| 1  | 25. April     | GP von Tschechien     | Marketa-Stadion        | Prag       | Emil Saifutdinow |
| 2  | 9. Mai        | GP von Europa         | Alfred-Smoczyk-Stadion | Leszno     | Jason Crump      |
| 3  | 30. Mai       | GP von Schweden       | Ullevi-Stadion         | Göteborg   | Emil Saifutdinow |
| 4  | 13. Juni      | GP von Dänemark       | Parken                 | Kopenhagen | Jason Crump      |
| 5  | 27. Juni      | GP von Großbritannien | Millennium Stadium     | Cardiff    | Jason Crump      |
| 6  | 1. August     | GP von Lettland       | Spidveja Centrs        | Daugavpils | Greg Hancock     |
| 7  | 15. August    | GP von Skandinavien   | G&B Arena              | Målilla    | Tomasz Gollob    |
| 8  | 29. August    | GP of Nordic          | Speedway Center        | Vojens     | Andreas Jonsson  |
| 9  | 12. September | GP von Slowenien      | Matije-Gubca-Stadion   | Krško      | Emil Saifutdinow |
| 10 | 26. September | GP von Italien        | Stadio Olimpico        | Terenzano  | Tomasz Gollob    |
| 11 | 17. Oktober   | GP von Polen          | Polonia-Stadion        | Bydgoszcz  | Nicki Pedersen   |

### Grand Prix 2010
|    | Datum         | Grand Prix            | Stadion                | Stadt      | Sieger          |
| -- | ------------- | --------------------- | ---------------------- | ---------- | --------------- |
| 1  | 24. April     | GP von Europa         | Alfred-Smoczyk-Stadion | Leszno     | Jason Crump     |
| 2  | 8. Mai        | GP von Schweden       | Ullevi-Stadion         | Göteborg   | Kenneth Bjerre  |
| 3  | 22. Mai       | GP von Tschechien     | Marketa-Stadion        | Prag       | Tomasz Gollob   |
| 4  | 5. Juni       | GP von Dänemark       | Parken                 | Kopenhagen | Jarosław Hampel |
| 5  | 19. Juni      | GP von Polen          | Motoarena Toruń        | Toruń      | Tomasz Gollob   |
| 6  | 10. Juli      | GP von Großbritannien | Millennium Stadium     | Cardiff    | Chris Holder    |
| 7  | 14. August    | GP von Skandinavien   | G&B Arena              | Målilla    | Rune Holta      |
| 8  | 28. August    | GP von Kroatien       | Stadion Milenium       | Goričan    | Greg Hancock    |
| 9  | 11. September | GP of Nordic          | Speedway Center        | Vojens     | Tomasz Gollob   |
| 10 | 25. September | GP von Italien        | Stadio Olimpico        | Terenzano  | Tomasz Gollob   |
| 11 | 9. Oktober    | FIM Final             | Polonia-Stadion        | Bydgoszcz  | Andreas Jonsson |

### Grand Prix 2011
|    | Datum         | Grand Prix            | Stadion                | Stadt      | Sieger          |
| -- | ------------- | --------------------- | ---------------------- | ---------- | --------------- |
| 1  | 30. April     | GP von Europa         | Alfred-Smoczyk-Stadion | Leszno     | Nicki Pedersen  |
| 2  | 14. Mai       | GP von Schweden       | Ullevi-Stadion         | Göteborg   | Chris Holder    |
| 3  | 28. Mai       | GP von Tschechien     | Marketa-Stadion        | Prag       | Greg Hancock    |
| 4  | 11. Juni      | GP von Dänemark       | Parken                 | Kopenhagen | Tomasz Gollob   |
| 5  | 25. Juni      | GP von Großbritannien | Millennium Stadium     | Cardiff    | Greg Hancock    |
| 6  | 30. Juli      | GP von Italien        | Stadio Olimpico        | Terenzano  | Andreas Jonsson |
| 7  | 13. August    | GP von Skandinavien   | G&B Arena              | Målilla    | Jarosław Hampel |
| 8  | 27. August    | GP von Polen          | Motoarena Toruń        | Toruń      | Andreas Jonsson |
| 9  | 10. September | GP Nordic             | Speedway Center        | Vojens     | Greg Hancock    |
| 10 | 24. September | GP von Kroatien       | Stadion Milenium       | Goričan    | Andreas Jonsson |
| 11 | 8. Oktober    | GP von Polen          | Jancarz-Stadion        | Gorzów     | Greg Hancock    |

### Grand Prix 2012
|    | Datum         | Grand Prix            | Stadion                 | Stadt      | Sieger            |
| -- | ------------- | --------------------- | ----------------------- | ---------- | ----------------- |
| 1  | 31. März      | GP von Neuseeland     | Western Springs Stadium | Auckland   | Greg Hancock      |
| 2  | 28. April     | GP von Polen          | Alfred-Smoczyk-Stadion  | Leszno     | Chris Holder      |
| 3  | 12. Mai       | GP von Tschechien     | Marketa-Stadion         | Prag       | Nicki Pedersen    |
| 4  | 26. Mai       | GP von Skandinavien   | Ullevi-Stadion          | Göteborg   | Fredrik Lindgren  |
| 5  | 9. Juni       | GP von Dänemark       | Parken                  | Kopenhagen | Jason Crump       |
| 6  | 23. Juni      | GP von Polen          | Jancarz-Stadion         | Gorzów     | Martin Vaculík    |
| 7  | 28. Juli      | GP von Kroatien       | Stadion Milenium        | Goričan    | Nicki Pedersen    |
| 8  | 11. August    | GP von Italien        | Stadio Olimpico         | Terenzano  | Antonio Lindbäck  |
| 9  | 25. August    | GP von Großbritannien | Millennium Stadium      | Cardiff    | Chris Holder      |
| 10 | 8. September  | GP von Schweden       | G&B Arena               | Målilla    | Tomasz Gollob     |
| 11 | 22. September | GP Nordic             | Speedway Center         | Vojens     | Michael J. Jensen |
| 12 | 6. Oktober    | GP von Polen          | Motoarena Toruń         | Toruń      | Antonio Lindbäck  |

### Grand Prix 2013
|    | Datum         | Grand Prix            | Stadion                 | Stadt      | Sieger            |
| -- | ------------- | --------------------- | ----------------------- | ---------- | ----------------- |
| 1  | 23. März      | GP von Neuseeland     | Western Springs Stadium | Auckland   | Jarosław Hampel   |
| 2  | 20. April     | GP von Polen          | Polonia-Stadion         | Bydgoszcz  | Emil Sayfutdinow  |
| 3  | 4. Mai        | GP von Skandinavien   | Ullevi-Stadion          | Göteborg   | Emil Sayfutdinow  |
| 4  | 18. Mai       | GP von Tschechien     | Marketa-Stadion         | Prag       | Tai Woffinden     |
| 5  | 1. Juni       | GP von Großbritannien | Millennium Stadium      | Cardiff    | Emil Sayfutdinow  |
| 6  | 15. Juni      | GP von Polen          | Jancarz-Stadion         | Gorzów     | Jarosław Hampel   |
| 7  | 29. Juni      | GP von Dänemark       | Parken                  | Kopenhagen | Darcy Ward        |
| 8  | 3. August     | GP von Italien        | Stadio Olimpico         | Terenzano  | Niels K. Iversen  |
| 9  | 17. August    | GP von Lettland       | Lokomotive-Stadion      | Daugavpils | Greg Hancock      |
| 10 | 7. September  | GP von Slowenien      | Matej-Dubcka-Stadion    | Krsko      | Jarosław Hampel   |
| 11 | 21. September | GP von Skandinavien   | Friends Arena           | Stockholm  | Niels K. Iversen  |
| 12 | 5. Oktober    | GP von Polen          | Motoarena Toruń         | Toruń      | Adrian Miedziński |

### Grand Prix 2014
|    | Datum         | Grand Prix            | Stadion                 | Stadt      | Sieger             |
| -- | ------------- | --------------------- | ----------------------- | ---------- | ------------------ |
| 1  | 5. April      | GP von Neuseeland     | Western Springs Stadium | Auckland   | Martin Smolinski   |
| 2  | 26. April     | GP von Polen          | Polonia-Stadion         | Bydgoszcz  | Krzysztof Kasprzak |
| 3  | 17. Mai       | GP von Finnland       | Ratina-Stadion          | Tampere    | Matej Žagar        |
| 4  | 31. Mai       | GP von Tschechien     | Marketa-Stadion         | Prag       | Tai Woffinden      |
| 5  | 14. Juni      | GP von Schweden       | G&B Arena               | Målilla    | Tai Woffinden      |
| 6  | 28. Juni      | GP von Dänemark       | Parken                  | Kopenhagen | Niels K. Iversen   |
| 7  | 12. Juli      | GP von Großbritannien | Millennium Stadium      | Cardiff    | Greg Hancock       |
| 8  | 17. August    | GP von Lettland       | Lokomotive-Stadion      | Daugavpils | Krzysztof Kasprzak |
| 9  | 30. August    | GP von Polen          | Jancarz-Stadion         | Gorzów     | Bartosz Zmarzlik   |
| 10 | 13. September | GP Nordic             | Speedway Center         | Vojens     | Andreas Jonsson    |
| 11 | 27. September | GP von Skandinavien   | Friends Arena           | Stockholm  | Jarosław Hampel    |
| 12 | 11. Oktober   | GP von Polen          | Motoarena Toruń         | Toruń      | Krzysztof Kasprzak |

### Grand Prix 2015
|    | Datum         | Grand Prix            | Stadion              | Stadt      | Sieger           |
| -- | ------------- | --------------------- | -------------------- | ---------- | ---------------- |
| 1  | 18. April     | GP von Polen          | Stadion Narodowy     | Warschau   | Matej Žagar      |
| 2  | 16. Mai       | GP von Finnland       | Ratina-Stadion       | Tampere    | Nicki Pedersen   |
| 3  | 23. Mai       | GP von Tschechien     | Marketa-Stadion      | Prag       | Tai Woffinden    |
| 4  | 4. Juli       | GP von Großbritannien | Millennium Stadium   | Cardiff    | Niels K. Iversen |
| 5  | 18. Juli      | GP von Lettland       | Lokomotive-Stadion   | Daugavpils | Maciej Janowski  |
| 6  | 25. Juli      | GP von Schweden       | G&B Arena            | Målilla    | Nicki Pedersen   |
| 7  | 8. August     | GP von Dänemark       | CASA Arena           | Horsens    | Peter Kildemand  |
| 8  | 29. August    | GP von Polen          | Jancarz-Stadion      | Gorzów     | Matej Žagar      |
| 9  | 12. September | GP von Slowenien      | Matije-Gubca-Stadion | Krsko      | Greg Hancock     |
| 10 | 26. September | GP von Skandinavien   | Friends Arena        | Stockholm  | Tai Woffinden    |
| 11 | 3. Oktober    | GP von Polen          | Motoarena Toruń      | Toruń      | Nicki Pedersen   |
| 12 | 24. Oktober   | GP von Australien     | Etihad Stadium       | Melbourne  | Greg Hancock     |

### Grand Prix 2016
|    | Datum         | Grand Prix            | Stadion                | Stadt     | Sieger           |
| -- | ------------- | --------------------- | ---------------------- | --------- | ---------------- |
| 1  | 30. April     | GP von Slowenien      | Matije-Gubca-Stadion   | Krsko     | Peter Kildemand  |
| 2  | 14. Mai       | GP von Polen          | Stadion Narodowy       | Warschau  | Tai Woffinden    |
| 3  | 11. Juni      | GP von Dänemark       | CASA Arena             | Horsens   | Maciej Janowski  |
| 4  | 25. Juni      | GP von Tschechien     | Marketa-Stadion        | Prag      | Jason Doyle      |
| 5  | 9. Juli       | GP von Großbritannien | Principality Stadium   | Cardiff   | Antonio Lindbäck |
| 6  | 13. August    | GP von Schweden       | G&B Arena              | Målilla   | Greg Hancock     |
| 7  | 27. August    | GP von Polen          | Edward-Jancarz-Stadion | Gorzów    | Jason Doyle      |
| 8  | 10. September | GP von Deutschland    | Bergring-Arena         | Teterow   | Jason Doyle      |
| 9  | 24. September | GP von Schweden       | Friends Arena          | Stockholm | Jason Doyle      |
| 10 | 1. Oktober    | GP von Polen          | Motoarena Toruń        | Toruń     | Niels K. Iversen |
| 11 | 22. Oktober   | GP von Australien     | Etihad Stadium         | Melbourne | Chris Holder     |

### Grand Prix 2017
|    | Datum         | Grand Prix            | Stadion                     | Stadt           | Sieger           |
| -- | ------------- | --------------------- | --------------------------- | --------------- | ---------------- |
| 1  | 29. April     | GP von Slowenien      | Matije-Gubca-Stadion        | Krsko           | Martin Vaculík   |
| 2  | 13. Mai       | GP von Polen          | Nationalstadion in Warschau | Warschau        | Fredrik Lindgren |
| 3  | 27. Mai       | GP von Lettland       | Lokomotive-Stadion          | Daugavpils      | Piotr Pawlicki   |
| 4  | 10. Juni      | GP von Tschechien     | Marketa-Stadion             | Prag            | Jason Doyle      |
| 5  | 24. Juni      | GP von Dänemark       | CASA-Arena                  | Horsens         | Maciej Janowski  |
| 6  | 22. Juli      | GP von Großbritannien | Principality Stadium        | Cardiff         | Maciej Janowski  |
| 7  | 12. August    | GP von Schweden       | G&B-Arena                   | Målilla         | Bartosz Zmarzlik |
| 8  | 26. August    | GP von Polen          | Edward-Jancarz-Stadion      | Gorzów          | Tai Woffinden    |
| 9  | 9. September  | GP von Deutschland    | Bergring-Arena              | Teterow         | Matej Žagar      |
| 10 | 23. September | GP von Schweden       | Friends Arena               | Stockholm-Solna | Matej Žagar      |
| 11 | 7. Oktober    | GP von Polen          | Motoarena Toruń             | Toruń           | Patryk Dudek     |
| 12 | 28. Oktober   | GP von Australien     | Etihad Stadium              | Melbourne       | Jason Doyle      |